# Derrière la colline
Pour plus de détails, voir Fiche technique et Distribution.
Derrière la colline (Tepenin Ardı) est un film turc réalisé par Emin Alper, sorti en 2012.

## Synopsis
Faik gère avec sa femme une ferme près des collines, sous la menace de nomades qui traversent la région.

## Fiche technique
- Titre : Derrière la colline
- Titre original : Tepenin Ardı
- Réalisation et scénario : Emin Alper
- Musique : Volkan Akmehmet
- Photographie : George Chiper
- Montage : Özcan Vardar
- Production : Emin Alper, Enis Kostepen et Seyfi Teoman
- Société de production : Bulut Film, 2/35 et Ministry of Culture and Tourism
- Société de distribution : Memento Films (France)
- Pays :  Turquie et  Grèce
- Genre : Drame
- Durée : 94 minutes
- Dates de sortie : 
  -  Turquie : 14 décembre 2012
  -  France : 10 avril 2013

## Distribution
- Tamer Levent : Faik
- Reha Özcan : Nusret
- Mehmet Özgür : Mehmet
- Berk Hakman : Zafer
- Banu Fotocan : Meryem
- Sercan Gümüs : Süleyman
- Furkan Berk Kiran : Caner
- Sevval Kus : Aliye

## Accueil
- Studio Ciné Live : [1]